# Ariela
Ariela – żeński odpowiednik imienia Ariel. Posiadaczka imienia imieniny obchodzi 16 listopada.
Znane postacie fikcyjne o tym imieniu:
- Arielka – bohaterka filmu animowanego pt. „Mała syrenka”.